# غار کارائین
غار کارائین(به انگلیسی"Karain Cave") یک مکان باستان‌شناسی از دوره پارینه سنگی که در ۲۷ کیلومتری شمالغربی آنتالیا واقع شده‌است